# جوعان سالم علي الظاهري
جوعان سالم علي الظاهري؛ 1 يناير 1948 - 27 أبريل 2013) كان سياسيًا إماراتيًا. شغل منصب الأمين العام وعضو المجلس الأعلى للبترول إلى جانب كل من ولي العهد في أبوظبي والرئيس دولة الإمارات العربية المتحدة. خدم في مجلس إدارة الاتحاد للطيران وبنك أبوظبي الوطني. وكان أيضًا رئيسًا للجنة التنفيذية للبنك وعضوًا في لجنة المخاطر لجنة الإدارة. كان الظاهري أيضًا عضو مجلس إدارة، ومديرًا لـ جهاز أبو ظبي للاستثمار.

## المهنة
عمل الظاهري في العديد من الجهات في أبوظبي، بما في ذلك المجلس التنفيذي، والمجلس الأعلى للبترول، ودائرة المالية في أبوظبي، ودائرة الشؤون البلدية في أبوظبي، وجهاز أبوظبي للاستثمار (ADIA). في مارس 2006 ، تم تعيين الظاهري رئيساً لدائرة البلديات والزراعة في أبوظبي بموجب مرسوم أميري. باعتباره أحد أقدم المسؤولين الحكوميين وأطولهم خدمة وقت وفاته، شغل الظاهري العديد من المناصب الوزارية والحكومية. المواقف. اشتهر بأدواره في المجلس الأعلى للبترول حيث شغل منصب الأمين العام، كوزير دولة، ومستشار المغفور له الشيخ خليفة، رئيس دولة الإمارات العربية المتحدة.

## الموت
في 27 أبريل 2013، توفي الظاهري عن عمر يناهز 65 عامًا. حصل الظاهري بعد وفاته على جائزة التقدير الرئاسية لمساهماته وخدماته للإمارات.
في يناير 2014، أطلق بنك أبوظبي الوطني وإنسياد منحة جوعان الظاهري تكريماً لخدمات الظاهري للقطاع المالي والمصرفي بالإضافة إلى تطوير الإمارات العربية المتحدة اقتصاد.